# Хайме Міланс дель Бош
Хайме Міланс дель Бош і Усія (ісп. Jaime Miláns del Bosch y Ussía, 8 червня 1915 — 26 липня 1997) — генерал-лейтенант іспанської армії, який був звільнений і ув'язнений у 1981 році за участь у невдалому державному перевороті 23 лютого 1981 року.

## Біографія
Міланс дель Бош народився у дворянській родині, члени якої мали багато вищих військових чинів. Він був онуком Хоакіна Міланса дель Боша. Як повідомляється, Хайме Міланс дель Бош неодноразово хвалився тим, скільки його предків брали участь у державних переворотах.
У 1934 році він вступив до піхотної академії Толедо. Будучи кадетом, він воював у громадянській війні в Іспанії в Алькасарі Толедо, де був поранений під час республіканського бомбардування. Незабаром після цього він отримав посаду офіцера в Іспанському іноземному легіоні. У 1941 році Бош приєднався до Блакитної дивізії, щоб воювати проти Радянського Союзу під німецьким командуванням.
Після війни він послідовно займав посади військового аташе в посольствах Іспанії в країнах Латинської Америки, включаючи Аргентину, Уругвай, Чилі та Парагвай.
Підвищений до бригадного генерала в 1971 році і генерал-майора в 1974 році, він був призначений командувачем III військового регіону (зі штабом у Валенсії) в 1977 році в званні генерал-лейтенанта.

## Лютневийдержавний переворот1981 року
У 1981 році Міланс дель Бош був єдиним старшим командиром армії, який беззаперечно підтримав спробу державного перевороту та провів важливі наступальні операції. 23 лютого 1981 року, незабаром після того, як Антоніо Техеро штурмував Конгрес депутатів Іспанії, він наказав вивести танки на вулиці Валенсії та оголосив надзвичайний стан.
Після телевізійного повідомлення короля Хуана Карлоса I ті військові, які ще не взяли на себе зобов’язання, вирішили залишитися на боці уряду, що призвело до провалу державного перевороту. Незважаючи на відсутність підтримки, Міланс-дель-Бош здався лише о 5 ранку наступного дня, 24 лютого.

## Військовий суд і нечесне звільнення
8 березня 1981 року Міланс дель Бош був відданий під військовий суд. 3 червня 1982 р. засуджений до 26 років 8 місяців позбавлення волі та звільнений з армії. Не минуло й дев'яти років, у 1991 році, як він був помилуваний і звільнений через похилий вік. Він ніколи не висловлював каяття за свою участь у перевороті.
Він повернувся жити в рідний Мадрид, де помер від пухлини мозку в 1997 році. Він похований в Алькасарі Толедо.